# Бенджамин (остров, Аляска)
Бенджамин — остров в боро Джуно, Аляска. Он был назван капитаном ВМС США Лестером Бердсли в 1880 году. Расположен у восточного берега пролива Фэйворит, в 40 км к северо-западу от города Джуно. Название сохранено Геологической службой США в 1976-1981 гг., и вошло в Информационную систему географических названий США в 1981 г.
Остров Бенджамин достигает 2,4 км в длину и 0,8 км в ширину. Он находится примерно в 1,21 км к северу от Маяка острова Сентинел и в 0,4 км к югу от Северного острова; это один из самых северных островов в проливе Фэйворит. Остров используется для пикников и кемпинга.

## История
Принадлежащий Канадской тихоокеанской железной дороге лайнер SS Princess Sophia сел на мель на рифе Вандербилт утром 24 октября 1918 года, в разгар снежной бури. Цедар, маячный тендер Сервиса маяков США, управляемый Джоном Ледбеттером, приплыл в бухту острова Бенджамин, когда в 14:00 в тот день он получил известие об участи пассажирского лайнера. Цедар отплыл от острова, но не достиг рифа до 22:00.

## Дикая природа
Горбатые киты и сивучи живут в районе этого острова. Лось был отмечен на острове в 2005 году.
Совместный проект Национальной службы морского рыболовства и Университета Аляски Фэрбанкса разместил камеры на острове в целях изучения морских львов.